# Alois Wacker
Alois „Ali“ Wacker (* 7. Mai 1942 in Ratingen) ist ein deutscher Psychologe und emeritierter Professor für Sozialpsychologie an der Universität Hannover.

## Leben
Ali Wacker, Sohn von Maria Wacker, geborene Ortner, und des Papierarbeiters Willi Wacker, studierte Psychologie und Soziologie an der Universität zu Köln, der TU Berlin und der Ruhr-Universität Bochum. 1969 legte er das Abschlussexamen als Diplom-Psychologe ab. Von 1970 bis 1976 war er Forschungsassistent am Psychologischen Seminar der Technischen Universität Hannover. Dort promovierte er 1976, wurde zum Dr. phil. promoviert und habilitierte sich 1977 für Psychologie. 1978/79 und 1982/83 war er Vertretungsprofessor an der Universität Bremen, seit 1983 Professor für Sozialpsychologie und ihre Methoden an der Universität Hannover. 2007 wurde er emeritiert.
Das Hauptinteresse Wackers gilt der Sozialpsychologie von Arbeit und Arbeitslosigkeit.
Wacker heiratete 1968 Gertraud Hein und hat zwei Kinder (Daniel und Meike).

## Schriften (Auswahl)
- Arbeitslosigkeit. Soziale und psychische Voraussetzungen und Folgen. Europäische Verlagsanstalt, Frankfurt am Main / Köln 1976, ISBN 3-434-00277-4; 2. Auflage 1977, 3. Auflage 1983.
- als Hrsg.: Die Entwicklung des Gesellschaftsverständnisses bei Kindern. Campus-Verlag, Frankfurt am Main / New York 1976, ISBN 3-593-32179-3.
- als Hrsg.: Vom Schock zum Fatalismus? Soziale und psychische Auswirkungen der Arbeitslosigkeit. Campus-Verlag, Frankfurt am Main / New York 1978, ISBN 3-593-32255-2; 2. Auflage 1981.